# トッド・インカンタルポ
トッド・インカンタルポ（Todd Incantalupo 1976年5月18日- ）はアメリカ合衆国出身の野球選手。
ポジションは投手。左投左打。
1997年のMLBドラフトでは8巡目でミルウォーキー・ブリュワーズに指名されて傘下のA級でプレーしていた。その後プロビデンス大学（Providence College）に進学し、1997年から1999年までの3年間で42試合に登板、258回2/3を投げて奪三振164、27勝8敗、防御率2.47の成績をあげている。そのうち22試合は完投勝利だった。現在はセリエAのボローニャでプレーしている。これまでも多くの国際経験があり、2006年にワールドベースボールクラシックイタリア代表に数少ない国内組のメンバーとして選出されたイタリア系アメリカ人。